# 雷利諾龍屬
雷利諾龍屬又名利琳龍，是種小型薄板类恐龍，身長60到90公分，體重約10公斤，生存於早白堊紀阿爾比階，化石發現於澳洲維多利亞州南端的恐龍灣。
目前已發現數個雷利諾龍的化石，包含兩個完整的骨骸，兩個破碎的頭顱骨碎片。在1989年，這些化石首次被研究、敘述。模式種是合作雷利諾龍（L. amicagraphica），屬名是以古生物學家托馬斯·里奇（Thomas Rich）與帕特·里奇（Patricia Vickers-Rich）的女兒雷利諾·里奇（Leaellyn Rich）為名。種名則意為「朋友寫作」，以感謝維多利亞博物館、國家地理學會在澳洲古生物研究上的協助。
雷利諾龍曾多次被歸類於不同分類位置，例如：稜齒龍類、原始禽龍類、或是原始頜齒類。雷利諾龍缺乏硬化肌腱，這點與進階型鳥臀目恐龍不同。在鳥臀目恐龍裡，雷利諾龍的尾巴/身體比例相當長，尾巴長度約是身體其他部分的三倍。雷利諾龍的尾椎數量，比大部分鳥臀目恐龍還多，除了某些鴨嘴龍類。
稜齒龍類是群相當基礎的新鸟臀类恐龍。如同所有鳥腳類，雷利諾龍是植食性恐龍。雷利諾龍可能為群居動物，以蘇鐵、蕨類、以及針葉樹為食。

## 極區恐龍

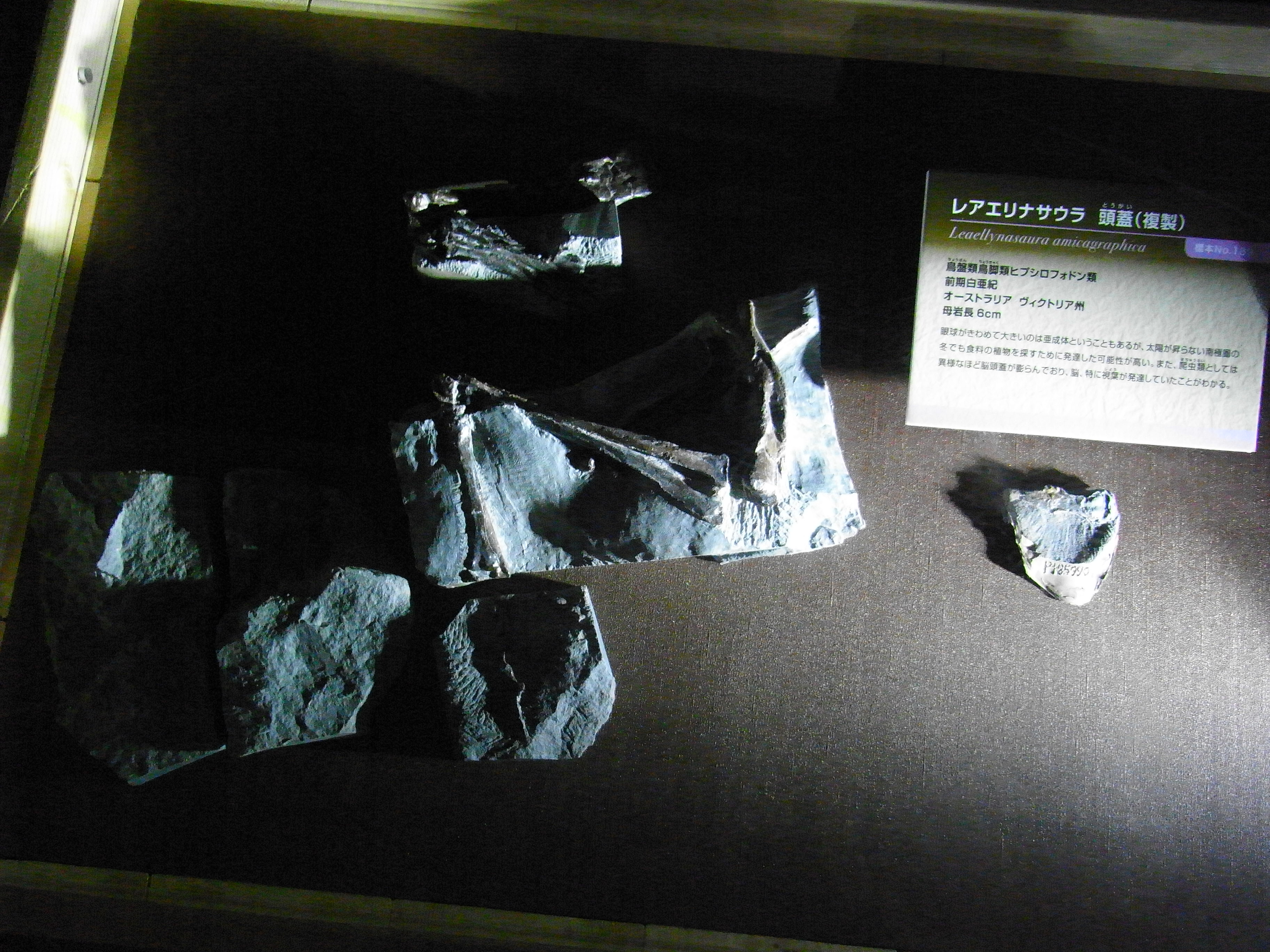
雷利諾龍的化石複製模型，置於展示牌前方的是頭蓋骨（編號 NMV P185990）

雷利諾龍是種南極區恐龍。在早白堊紀時，維多利亞州處於南極圈內，現在的南極圈氣候非常寒冷，但白堊紀中期的氣候較為溫暖。這意味雷利諾龍的生存範圍比現今爬行動物生存範圍更往南。這可從南極洲發現的冰脊龍透露出更多訊息，可見恐龍能夠存活在以往被認為不適合恐龍的氣候環境之下。根據緯度判斷，該地區可能有數週或數月沒有日出，雷利諾龍可能要在黑暗中生活長達數月之久。雷利諾龍有非常大的眼睛，牠的腦部有大型視葉，牠們已演化成習慣活動於黑暗、微弱光線環境中。雷利諾龍生存在極度低溫的事實，讓許多科學家認為雷利諾龍是種溫血動物。
但是，雷利諾龍的頭顱骨可能屬於未成年個體。如果真的是幼年個體，當牠們長大時，頭顱骨的眼睛比例可能會改變。

## 大眾文化
雷利諾龍出現在電視節目《與恐龍共舞》（Walking with Dinosaurs）第五集，牠們被描述成像現代狐獴一樣以家庭為群體生活。